# Le Château-d'Almenêches
Le Château-d'Almenêches is een gemeente in het Franse departement Orne (regio Normandië) en telt 182 inwoners (1999). De plaats maakt deel uit van het arrondissement Argentan.

## Geografie
De oppervlakte van Le Château-d'Almenêches bedraagt 10,9 km², de bevolkingsdichtheid is 16,7 inwoners per km².

## Verkeer en vervoer
In de gemeente ligt spoorwegstation Surdon.
De onderstaande kaart toont de ligging van Le Château-d'Almenêches met de belangrijkste infrastructuur en aangrenzende gemeenten.

## Demografie
Onderstaande figuur toont het verloop van het inwonertal (bron: INSEE-tellingen).